# Crudia splendens
Crudia splendens là một loài rau đậu thuộc họ Fabaceae.
Loài này chỉ có ở Indonesia.